# Jacopo Dondi dell'Orologio

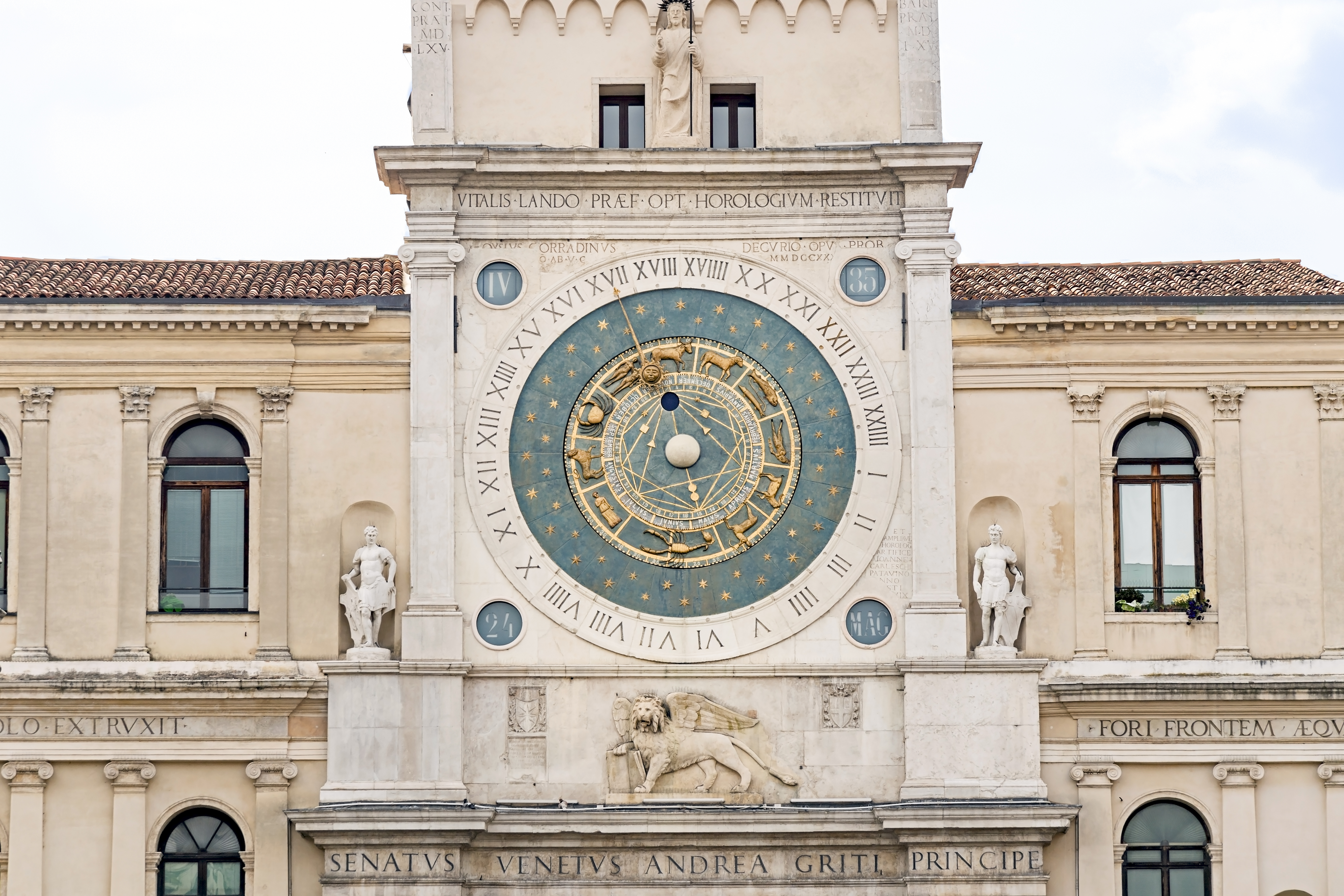
Replică a ceasului astronomic al lui Jacopo de' Dondi, aflată la Torre dell'Orologio din Padova

Jacopo Dondi dell'Orologio (1290–1359), cunoscut și ca Jacopo de' Dondi, a fost un medic, astronom italian.
De asemenea, a fost un valoros fabricant de orologii, asemeni fiului său, Giovanni Dondi dell'Orologio.
Rămânând văduv, a trăit în casa fiului său din 1348 până la moartea sa.
În 1355 a obținut, de la prințul de Carrara, monopolul pentru extracția și vânzarea sării fără taxe.